# Xenocephalus armatus
Xenocephalus armatus is een straalvinnige vissensoort uit de familie van de sterrekijkers (Uranoscopidae). De wetenschappelijke naam van de soort is voor het eerst geldig gepubliceerd in 1858 door Johann Jakob Kaup.